# Aeroportul Qaanaaq
Aeroportul Qaanaaq (IATA: NAQ, ICAO: BGQQ) este un aeroport din Avannaata⁠(d), Groenlanda ce deservește zona Qaanaaq. A fost numit după zona deservită.
Situat la o altitudine de 16 m, aeroportul dispune de o singură pistă. Este operat de Greenland Airport Authority⁠(d).